# ニホンピロウイナー
ニホンピロウイナー（欧字名:Nihon Pillow Winner、1980年4月27日 - 2005年3月17日）は、日本の競走馬、種牡馬。
マイルチャンピオンシップ（GI）を2勝、安田記念（GI）優勝など中央競馬の重賞を10勝、特にマイル（約1600メートル）以下の短距離競走では圧倒的な強さを誇った。1983年、1984年、1985年の3年連続で優駿賞最優秀スプリンターを受賞している。
本馬はグレード制導入とともに整備されたマイルGIを3勝するなど、八大競走と呼ばれた中長距離の大レースに比して「裏街道」と言われていた短距離レースで勝ち続けることにより、後に続く短距離、マイルGI路線の活路を開いた存在とされる。また種牡馬としてもヤマニンゼファー、フラワーパークという短距離GIの優勝馬を輩出するなど優れた実績を残した。
母ニホンピロエバートは1974年のクラシック二冠馬キタノカチドキの半妹であり、管理調教師の服部正利はキタノカチドキを管理していた。主戦騎手は河内洋。伯父キタノカチドキの主戦騎手武邦彦も6戦騎乗している。
※1968年産の同名馬もいるが、本項では1980年産馬について説明する。

## 戦績
1982年9月11日の新馬戦に勝利すると、3連勝でデイリー杯3歳ステークスを優勝する。しかし、阪神3歳ステークスはダイゼンキングのアタマ差2着に敗れた。
1983年緒戦のきさらぎ賞を勝利してクラシック路線へ進むが、スプリングステークスでタケノヒエンの6着、皐月賞で後に三冠馬となるミスターシービーの20着（最下位）と惨敗。この後はクラシック路線をあきらめ短距離路線に転向し、秋にはオパールステークスからCBC賞まで3連勝した。
1984年、この年からグレード制が導入されると同時に短距離路線が整備され、それまでハンデ戦だった安田記念と、新設されたマイルチャンピオンシップが短距離のGI競走として制定された。本馬もこれらを目標とすることになったが、年明け緒戦の淀短距離ステークスは勝利したものの、続くマイラーズカップは不良馬場となり2着敗退。しかも直後に骨折して春シーズンを棒に振る。
秋に復帰し、緒戦の朝日チャレンジカップで60kgの斤量を背負いながらも逃げ切ると、次走のスワンステークスでは同期の桜花賞馬シャダイソフィアに7馬身差をつけるレコードタイムで優勝。そして11月18日、京都競馬場で行われた第1回マイルチャンピオンシップに出走、その年の安田記念優勝馬ハッピープログレスを破ってGI初制覇を挙げた。
1985年、2000mの大阪杯は8着と敗れるが、1600mのマイラーズカップ、1400mの京王杯スプリングカップでは1番人気に応え優勝。5月12日にはマイルGI安田記念に勝利する。秋は毎日王冠から始動して同レース4着の後、天皇賞（秋）に出走。このレースではギャロップダイナが制覇し、また2着シンボリルドルフとは0.1秒差の3着に入り、2000mの距離でもGI級の相手と闘える事を証明した。続く次走マイルチャンピオンシップで、2着のトウショウペガサスに3馬身差をつけて連覇を達成、これが引退レースとなった。
なお、本馬は引退式の開催が予定されていたが、直前に骨折したため行われなかった。

## 競走成績
以下の内容は、netkeiba.comの情報に基づく。
| 競走日 | 競走日 | 競馬場 | 競走名            | 格   | 頭 数 | 枠 番 | 馬 番 | オッズ （人気） | 着順 | 騎手     | 斤量 [kg] | 距離馬場      | タイム  | 着差 | 1着馬（2着馬）         |
| ------ | ------ | ------ | ----------------- | ---- | ----- | ----- | ----- | --------------- | ---- | -------- | --------- | ------------- | ------- | ---- | ---------------------- |
| 1982.  | 09.11  | 阪神   | 3歳新馬           |      | 11    | 8     | 11    | 2.9（2人）      | 1着  | 河内洋   | 53        | 芝1200m（良） | 01:10.1 | -0.6 | （ロードギャルソン）   |
|        | 10.02  | 阪神   | 3歳S              |      | 7     | 2     | 2     | 2.6（1人）      | 1着  | 河内洋   | 53        | 芝1200m（稍） | 02:32.0 | -0.8 | （ドマーニ）           |
|        | 11.06  | 京都   | デイリー杯3歳S    |      | 8     | 7     | 7     | 1.6（1人）      | 1着  | 河内洋   | 54        | 芝1200m（良） | 01:23.3 | -0.3 | （ダイゼンキング）     |
|        | 12.12  | 阪神   | 阪神3歳S          |      | 8     | 8     | 8     | 2.9（1人）      | 2着  | 河内洋   | 54        | 芝1600m（良） | 01:35.8 | 00.0 | ダイゼンキング         |
| 1983.  | 02.13  | 中京   | きさらぎ賞        |      | 7     | 6     | 6     | 3.3（1人）      | 1着  | 武邦彦   | 55        | 芝1800m（良） | 01:50.1 | -0.2 | （ルーキーオー）       |
|        | 03.27  | 中山   | スプリングS       |      | 15    | 3     | 4     | 3.9（1人）      | 6着  | 武邦彦   | 56        | 芝1800m（不） | 01:53.5 | 01.0 | タケノヒエン           |
|        | 04.17  | 中山   | 皐月賞            | 八   | 21    | 2     | 5     | 34.4（8人）     | 20着 | 武邦彦   | 57        | 芝2000m（不） | 02:13.2 | 04.9 | ミスターシービー       |
|        | 06.12  | 阪神   | 阪急杯            |      | 12    | 7     | 9     | 4.4（1人）      | 9着  | 武邦彦   | 53        | 芝1400m（良） | 01:23.4 | 01.1 | ハッピープログレス     |
|        | 6.26   | 中京   | 中京4歳特別       |      | 12    | 7     | 10    | 8.8（3人）      | 1着  | 武邦彦   | 59        | 芝1400m（良） | 01:22.8 | -0.2 | （カツラギエース）     |
|        | 07.10  | 中京   | 金鯱賞            |      | 20    | 6     | 14    | 11.7（5人）     | 16着 | 武邦彦   | 55        | 芝1800m（良） | 01:51.5 | 01.5 | ラブリースター         |
|        | 09.25  | 阪神   | 4歳以上           |      | 11    | 7     | 9     | 4.8（1人）      | 2着  | 菅谷正巳 | 54        | 芝1600m（不） | 1:36.1  | 00.0 | タイムリーヒット       |
|        | 10.22  | 京都   | オパールS         |      | 10    | 3     | 3     | 2.6（1人）      | 1着  | 河内洋   | 57        | 芝1600m（稍） | 1:34.6  | -0.4 | （シャダイソフィア）   |
|        | 11.12  | 京都   | トパーズS         |      | 9     | 4     | 4     | 2.1（1人）      | 1着  | 河内洋   | 58        | 芝1400m（稍） | 1:22.6  | -0.7 | （バンブーハンター）   |
|        | 12.18  | 中京   | CBC賞             |      | 16    | 6     | 11    | 2.1（1人）      | 1着  | 丸山勝秀 | 56        | 芝1200m（良） | 1:09.8  | -0.4 | （ハッピープログレス） |
| 1984   | 02.12  | 京都   | 淀短距離S         |      | 6     | 3     | 3     | 1.7（1人）      | 1着  | 田原成貴 | 57        | 芝1200m（良） | 1:11.2  | -0.3 | （ハッピープログレス） |
|        | 02.26  | 阪神   | 読売マイラーズC   | GII  | 13    | 2     | 2     | 2.0（1人）      | 2着  | 田原成貴 | 57        | 芝1600m（不） | 1:37.4  | 00.2 | ローラーキング         |
|        | 09.16  | 阪神   | 朝日チャレンジC   | GIII | 12    | 7     | 10    | 22.0（5人）     | 1着  | 南井克巳 | 60        | 芝2000m（良） | 1:59.8  | -0.0 | (シャダイチャッター)   |
|        | 10.28  | 京都   | スワンS           | GII  | 14    | 8     | 14    | 2.5（1人）      | 1着  | 河内洋   | 58        | 芝1400m（良） | 1:21.4  | -1.1 | （シャダイソフィア）   |
|        | 11.18  | 京都   | マイルCS          | GI   | 16    | 2     | 3     | 1.6（1人）      | 1着  | 河内洋   | 57        | 芝1600m（良） | 1:35.3  | -0.1 | （ハッピープログレス） |
| 1985.  | 02.24  | 阪神   | 読売マイラーズC   | GII  | 14    | 3     | 4     | 2.0（1人）      | 1着  | 河内洋   | 60        | 芝1600m（良） | 1:34.4  | -0.1 | （ステートジャガー）   |
|        | 03.31  | 阪神   | サンケイ大阪杯    | GII  | 10    | 1     | 1     | 6.7（2人）      | 8着  | 河内洋   | 59        | 芝2000m（良） | 2:03.3  | 01.9 | ステートジャガー       |
|        | 04.21  | 東京   | 京王杯スプリングC | GII  | 13    | 8     | 13    | 1.9（1人）      | 1着  | 河内洋   | 59        | 芝1400m（稍） | 1:23.0  | -0.4 | （ゴステロ）           |
|        | 05.12  | 東京   | 安田記念          | GI   | 17    | 4     | 7     | 1.1（1人）      | 1着  | 河内洋   | 57        | 芝1600m（良） | 1:35.1  | -0.1 | （スズマッハ）         |
|        | 10.06  | 東京   | 毎日王冠          | GII  | 7     | 5     | 5     | 4.2（2人）      | 4着  | 河内洋   | 60        | 芝1800m（不） | 1:51.1  | 0.3  | ゴールドウェイ         |
|        | 10.27  | 東京   | 天皇賞・秋        | GI   | 17    | 4     | 8     | 12.8（3人）     | 3着  | 河内洋   | 58        | 芝2000m（良） | 1:58.9  | 0.2  | ギャロップダイナ       |
|        | 11.17  | 京都   | マイルCS          | GI   | 16    | 2     | 3     | 2.4（1人）      | 1着  | 河内洋   | 57        | 芝1600m（良） | 1:35.3  | -0.5 | （トウショウペガサス） |

八は八大競走、1984年グレード制導入。

## 引退後
引退後は種牡馬として5億円のシンジケートが組まれ、北海道門別の下河辺牧場に繋養されたが、後に同じ門別のブリーダーズスタリオンステーションに移動している。種付け頭数は関係者の意向で年間60頭に制限されていたが、下記の重賞勝ち馬を始め多数の活躍馬を送り出している。非常に受胎率が高いことで知られており、またホモ鹿毛遺伝子を持っていて、産駒には栗毛や青毛の馬が存在しない。
2002年の暮れにシンジケートが解散され、2004年に種牡馬を引退。2005年3月17日に生まれ故郷である北海道門別町の佐々木牧場で心臓麻痺により死去。その後、墓が佐々木牧場に建立された。
後継種牡馬としては、ヤマニンゼファー、ニホンピロプリンス、ダンディコマンド、メガスターダム、エムオーウイナーが父の血脈を伝えていたが、いずれも種牡馬を引退している。
2011年〜2012年度の顕彰馬選定投票では無効票扱いとして1票が投じられている。また、2005年度の同投票では18票を獲得している。
2012年にJRAが製作した安田記念のCMでは、本馬が「マイルの皇帝」として紹介された。

### 代表産駒
- 1987年産
  - ニホンピロエイブル（京都4歳特別）
  - ホリノウイナー（東京新聞杯）
- 1988年産
  - ヤマニンゼファー（天皇賞（秋）・安田記念2回・京王杯スプリングカップ）
  - ニホンピロアンデス（阪神3歳ステークス2着）
- 1989年産
  - ニホンピロプリンス（CBC賞・マイラーズカップ）
- 1990年産
  - トーワウィナー（CBC賞・阪急杯）
  - トーワダーリン（安田記念2着）
- 1991年産
  - ファンドリショウリ（中日新聞杯2回・愛知杯）
- 1992年産
  - フラワーパーク（高松宮杯・スプリンターズステークス・シルクロードステークス）
- 1993年産
  - ダンディコマンド（北九州記念）
- 1996年産
  - ダイワデュール（東京ハイジャンプ）
  - ユーセイシュタイン（京都ジャンプステークス）
- 1999年産
  - メガスターダム（ラジオたんぱ杯2歳ステークス・中京記念）
- 2001年産
  - エムオーウイナー（シルクロードステークス）

### ブルードメアサイアーとしての代表産駒
- 1994年産
  - エアガッツ（ラジオたんぱ賞）：父メジロライアン
- 1998年産
  - ニホンピロサート（ガーネットステークス、プロキオンステークス、サマーチャンピオン、さきたま杯、兵庫ゴールドトロフィー）：父スターオブコジーン
- 2003年産
  - ニホンピロレガーロ（小倉記念）：父アドマイヤベガ
- 2005年産
  - エフティマイア（新潟2歳ステークス）：父フジキセキ
- 2009年産
  - ヴァンセンヌ（東京新聞杯）：父ディープインパクト

## 評価
通算26戦16勝のうち、1600m以下の距離での成績は18戦14勝・2着3回とほぼ完璧といえる戦績を残し、競走馬時代の当時「皇帝」と呼ばれた一期後輩の三冠馬シンボリルドルフでさえ、短距離・マイル戦ではニホンピロウイナーに勝てないだろうと言われていた。良馬場のこの距離で唯一着外に敗れた4歳6月の阪急杯では道中で落鉄を起こしており、年齢的、時期的にも古馬混合戦に挑むのは厳しい条件だったと考えられる。
マイル戦での活躍が目立つ本馬だが、当時はスプリンターズステークスがGIに格付けされていないなど、マイラーとスプリンターの区別が不明確な時代だった。そのためあまり目立たないが、本馬は現役時にスプリント戦（1400m以下の競走）に10戦出走して上記の阪急杯を除き全勝するなど、マイル戦以上の安定感を発揮している。
一方で不良馬場を苦手とし、不良馬場で行われたレースではマイル戦も含めて5戦し全敗と精彩を欠いた。やはり不良馬場となり最下位に敗れた皐月賞も、距離よりも馬場の悪さが原因であったとする見方もある。
全般的な戦跡を見ると短距離馬のイメージが強いが、1983年のきさらぎ賞では同年の有馬記念馬リードホーユーを破り、翌年の朝日チャレンジカップで60kgの斤量を背負いながらも後に宝塚記念を勝つスズカコバンらを従えて1着、更に1985年の天皇賞（秋）においても勝ち馬ギャロップダイナから僅か0.2秒差の3着となるなど、中距離でもある程度の実績を残している。
同期には三冠馬ミスターシービーの他にも、ジャパンカップを日本調教馬として初めて優勝したカツラギエース、1985年天皇賞（秋）・1986年安田記念優勝馬ギャロップダイナ、1983年の有馬記念を4歳で制したリードホーユー、1985年の宝塚記念馬スズカコバンとGIを勝利した牡馬が5頭いるが、本馬はミスターシービーを除く4頭を負かしたことがある。さらに生涯獲得賞金4億8322万1400円はミスターシービーを凌ぎ、1980年生まれの中央競馬所属競走馬の中で最も多い。
主戦騎手を務めた河内洋は本馬について「1400mがベストのスプリンターであり、決してマイラーではない」と語っている。また「短距離戦には、それを得意とする馬の全盛期がもって1年、酷ければGIをひとつでも勝ってしまえば後は零落れてしまうような消耗の激しさがある。しかしこの馬は、いくらマイル・スプリント路線の創成期とは言え、その中で3年以上も第一線で活躍して結果を残し、それどころか年々強くなり続けていた。そこにこの馬の凄さ、偉大さがある」とも評している。

## 血統表
| ニホンピロウイナーの血統（*印は海外産の日本輸入馬） | ニホンピロウイナーの血統（*印は海外産の日本輸入馬） | ニホンピロウイナーの血統（*印は海外産の日本輸入馬） | （血統表の出典）                          | （血統表の出典） |
| 父系                                                | ハビタット系                                        | ハビタット系                                        | ハビタット系                              | [ § 2 ]          |
| 父 *スティールハート Steel Heart 1972 黒鹿毛        | 父の父Habitat 1966 鹿毛                             | Sir Gaylord                                         | Turn-to                                   | Turn-to          |
| 父 *スティールハート Steel Heart 1972 黒鹿毛        | 父の父Habitat 1966 鹿毛                             | Sir Gaylord                                         | Somethingroyal                            |                  |
| 父 *スティールハート Steel Heart 1972 黒鹿毛        | 父の父Habitat 1966 鹿毛                             | Little Hut                                          | Occupy                                    | Occupy           |
| 父 *スティールハート Steel Heart 1972 黒鹿毛        | 父の父Habitat 1966 鹿毛                             | Little Hut                                          | Savage Beauty                             |                  |
| 父 *スティールハート Steel Heart 1972 黒鹿毛        | 父の母A.1. 1963 芦毛                                | Abernant                                            | Owen Tudor                                | Owen Tudor       |
| 父 *スティールハート Steel Heart 1972 黒鹿毛        | 父の母A.1. 1963 芦毛                                | Abernant                                            | Rustom Mahal                              |                  |
| 父 *スティールハート Steel Heart 1972 黒鹿毛        | 父の母A.1. 1963 芦毛                                | Asti Spumante                                       | Dante                                     | Dante            |
| 父 *スティールハート Steel Heart 1972 黒鹿毛        | 父の母A.1. 1963 芦毛                                | Asti Spumante                                       | Blanco                                    |                  |
| 母 ニホンピロエバート 1974 鹿毛                     | 母の父*チャイナロック China Rock 1953 栃栗毛        | Rockefella                                          | Hyperion                                  | Hyperion         |
| 母 ニホンピロエバート 1974 鹿毛                     | 母の父*チャイナロック China Rock 1953 栃栗毛        | Rockefella                                          | Rockfel                                   |                  |
| 母 ニホンピロエバート 1974 鹿毛                     | 母の父*チャイナロック China Rock 1953 栃栗毛        | May Wong                                            | Rustom Pasha                              | Rustom Pasha     |
| 母 ニホンピロエバート 1974 鹿毛                     | 母の父*チャイナロック China Rock 1953 栃栗毛        | May Wong                                            | Wezzan                                    |                  |
| 母 ニホンピロエバート 1974 鹿毛                     | 母の母ライトフレーム 1959 黒鹿毛                    | *ライジングフレーム Rising Flame                    | The Phoenix                               | The Phoenix      |
| 母 ニホンピロエバート 1974 鹿毛                     | 母の母ライトフレーム 1959 黒鹿毛                    | *ライジングフレーム Rising Flame                    | Admirable                                 |                  |
| 母 ニホンピロエバート 1974 鹿毛                     | 母の母ライトフレーム 1959 黒鹿毛                    | グリンライト                                        | *ダイオライト                             | *ダイオライト    |
| 母 ニホンピロエバート 1974 鹿毛                     | 母の母ライトフレーム 1959 黒鹿毛                    | グリンライト                                        | 栄幟                                      |                  |
| 母系(F-No.)                                         | フロリースカツプ系(FN:3-l)                          | フロリースカツプ系(FN:3-l)                          | フロリースカツプ系(FN:3-l)                | [ § 3 ]          |
| 5代内の近親交配                                     | Hyperion 5×4=9.38% Rustom Pasha 5×4=9.38%           | Hyperion 5×4=9.38% Rustom Pasha 5×4=9.38%           | Hyperion 5×4=9.38% Rustom Pasha 5×4=9.38% | [ § 4 ]          |
| 出典                                                | 1. 2. 3. 4.                                         | 1. 2. 3. 4.                                         | 1. 2. 3. 4.                               | 1. 2. 3. 4.      |